# Oberea umebayashii
Oberea umebayashii là một loài bọ cánh cứng trong họ Cerambycidae.